# Ayutthaya (stad)

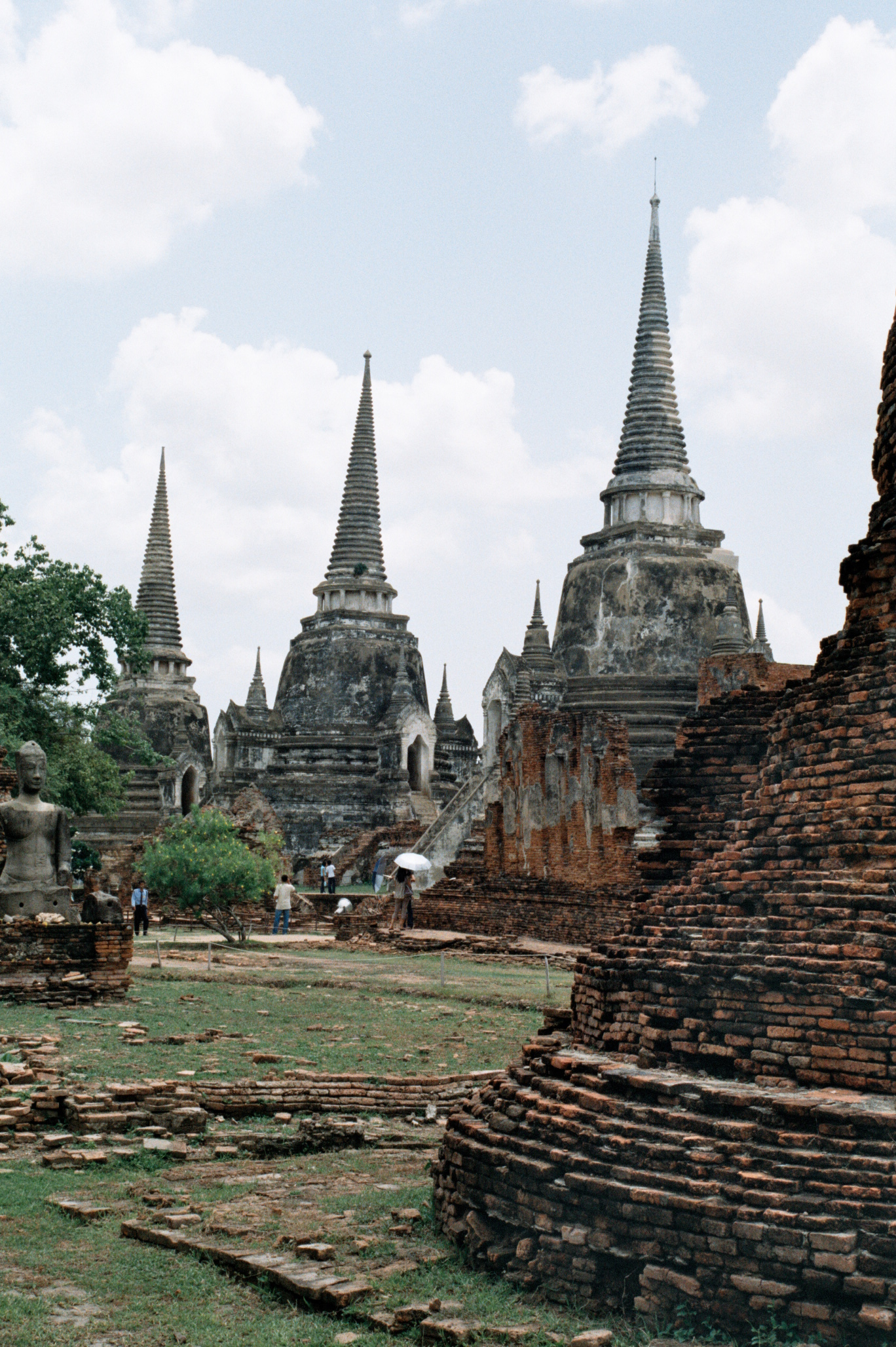
Pagoder

Ayutthaya (Thai: พระนครศรีอยุธยา) är en stad i Thailand och huvudort i provinsen Ayutthaya.
Staden grundades omkring år 1350, och blev snabbt näst huvudstaden Sukhotai ett viktigt centrum för politik, kultur och handel. Sedan riket Angkor 1432 erövrats skedde ett omfattande kulturellt utbyte rum med denna region. 1555 förstördes staden i grunden under ett krig med Pegu men återuppbyggdes från 1567 av Phra Naret och fungerade sedan som huvudstad till 1767, då den förstördes i samband med den burmanska erövringen av landet. Sedan Thailand åter blivit självständigt blev Thonburi i stället huvudstad, senare ersatt av Bangkok. Ayutthaya har senare kallats Krung Khao, "Den gamla huvudstaden".
Staden är idag känt för sina ruiner och sina många buddhistiska kloster och torn.
Ayutthaya är upptaget på Unescos världsarvslista, vilket innebär ett erkännande av stadens särart och vikten av att bevara den för framtida generationer.